# Johan Broman
Johan Broman, född 1717, död 24 februari 1772 i Jakob och Johannes församling, Stockholm, var en svensk klavikordbyggare. Broman blev den första att tillämpa idéer om mensurer av Kungliga Vetenskapsakademien vid 1750-talet.

## Biografi
1755 är han gesäll hos instrumentmakaren och kapellmästaren Anton Perichon. Blev självständig tillverkare 21 juli 1756 efter priviledigeansökan hos Kungliga Vetenskapsakademien genom Jacob Faggot. Verkstaden Broman hade var liten och hade en jämn produktion. Han tillverkade både klavikord och cembalon. Hovkapellmästaren Ferdinand Zellbell d.y. sa 1770 om Bromans verk att de inte kunde komma någon höjd i tonen medan han skulle göra träverket mycket väl. Broman avled 24 februari 1772 i Jakob och Johannes församling, Stockholm.
Pehr Lindholm var en gesäll under åren 1771-1773 till Johan Broman.

### Klavikord
- 1756 - Klavikord.
- 1763 - Klavikord. Ägs av en privat ägare.
- 1767 - Klavikord. Förvaras i Mellerstad Finlands museum, Finland.
- 1769 - Klavikord.
- Klavikord. Förvaras i Medelpads fornham, Sundsvall.
- Klavikord. Förvaras i Sörmlands museum, Nyköping.
- Klavikord. Förvaras i Nordmalings hembygdsförening.

| År   | Instrument | Värde (summa) |
| ---- | ---------- | ------------- |
| 1761 | -          | -             |
| 1762 | -          | 500           |
| 1763 | -          | -             |
| 1766 | -          | 300           |
| 1767 | -          | 500           |
| 1768 | -          | 220           |
| 1769 | -          | 500           |
| 1770 | -          | 500           |
| 1771 | -          | 500           |

## Medarbetare
Johan Rosell (född 1718) var 1760 gesäll hos Broman.